# Olivier Voinnet
Olivier Voinnet (* 1. Juni 1972 in Frankreich) ist ein französischer Biologe und Professor für RNA-Biologie an der ETH Zürich. Voinnet promovierte 2001 in England in der Gruppe von David Baulcombe und erhielt später eine Position als unabhängiger Gruppenleiter am CNRS in Straßburg, wo er 2005 zum Directeur de recherche befördert wurde. Im Jahr 2010 wechselte er an die ETH Zürich, wo er zum ordentlichen Professor für RNA-Biologie ernannt wurde.

## Manipulationen
Im Jahr 2015 wurde seine Arbeit auf Manipulation untersucht. Die Untersuchung an der ETH Zürich ergab, dass der Wissenschaftler "seine Sorgfaltspflicht im Umgang mit Zahlen sowie in seinen Aufsichtspflichten als Forschungsdirektor verletzt hat... und eine Ermahnung in Bezug auf sein Verhalten erhalten wird", kam aber auch zu dem Schluss, dass "es sich nicht um ein wissenschaftliches Fehlverhalten im Sinne der ETH-Geschäftsordnung handelt". Eine andere, unabhängige Untersuchung des CNRS stellte fest, dass "die Existenz von vorsätzlichen Manipulationen von Diagrammen und Diagrammen, die gegen die ethischen Standards für die Präsentation wissenschaftlicher Ergebnisse verstoßen", und führte weiter aus, dass eine solche "unangemessene Präsentation von experimentellen Daten jedoch nicht auf die Herstellung hinausläuft." Acht von Voinnets wissenschaftlichen Artikeln wurden zurückgezogen und zwölf Publikationen haben Korrekturen veröffentlicht.

## Suspensionen
Seit Juli 2015 ist Voinnet für zwei Jahre vom Centre national de la recherche scientifique (CNRS) suspendiert. Diese Suspendierung beginnt einmalig, wenn er darum bittet, aus seiner Beurlaubung zurückzukehren. Im Januar 2016 stellte der Schweizerische Nationalfonds die Finanzierung von Voinnet ein und sperrte ihn für drei Jahre.
Seit 2019 unterrichtet er wieder ordentlich an der ETH Zürich. Er ist ebenfalls Mitglied des Zurich-Basel Plant Science Center.

## Auszeichnungen
Im Jahr 2009 wurde Voinnet mit der EMBO-Goldmedaille der European Molecular Biology Organization (EMBO) ausgezeichnet.
Im Jahr 2013 wurde er mit dem Rössler-Preis der ETH Zürich ausgezeichnet, der von Max Rössler gestiftet und jedes Jahr an einen jungen Professor oder eine junge Professorin der ETH Zürich verliehen wird, der als einer der vielversprechendsten Nachwuchswissenschaftler in der Weiterentwicklung ihrer Karriere gilt.
Zurückgenommen
Im Jahr 2016 nahm das EMBO die Goldmedaille zurück, die Voinnet 2009 verliehen wurde.